# Улмет
Улмет (њем. Ulmet) општина је у њемачкој савезној држави Рајна-Палатинат. Једно је од 98 општинских средишта округа Кузел. Према процјени из 2010. у општини је живјело 740 становника. Посједује регионалну шифру (AGS) 7336099.

## Географски и демографски подаци
Улмет се налази у савезној држави Рајна-Палатинат у округу Кузел. Општина се налази на надморској висини од 200 метара. Површина општине износи 7,1 km². У самом мјесту је, према процјени из 2010. године, живјело 740 становника. Просјечна густина становништва износи 104 становника/km².

## Међународна сарадња
| Мјесто | Држава    | Врста сарадње | Од    |
| ------ | --------- | ------------- | ----- |
|        | Француска | партнерство   | 1985. |
| Извор  |           |               |       |